# Уэйд, Маргарет
Лили Маргарет Уэйд (англ. Lily Margaret Wade) (30 декабря 1912, Мак-Кул, Миссисипи — 16 февраля 1995, Кливленд, Миссисипи) — американский баскетбольный тренер, трёхкратная чемпионка Ассоциации межвузовского женского спорта (англ. Association for Intercollegiate Athletics for Women) с командой Государственного университета Дельты (1975—1977). Член Зала славы баскетбола (1985) и Зала славы женского баскетбола (1999).

## Биография
Маргарет Уэйд, восьмой и последний ребёнок в семье фермеров Роберта Миллера Уэйда и Бетти Вил Уэйд, родилась и выросла в городке Мак-Кул в Миссисипи. В середине 1920-х годов играла на позиции форварда в сборной средней школы Кливленда (Миссисипи). Поступив в 1929 году по окончании школы в Педагогический колледж Дельты (позднее Государственный университет Дельты), стала ведущим игроком женской баскетбольной сборной этого вуза, однако в 1932 году руководство университета распустило эту команду, посчитав, что соревновательный спорт подвергает женский организм слишком тяжёлым нагрузкам. Уэйд, однако, завершила обучение в университете Дельты, а затем получила следующую академическую степень в Алабамском университете. Она также посещала курсы в Дьюкском университете и Колумбийском университете в Вашингтоне.
После завершения учёбы в Педагогическом колледже Дельты в 1933 году Уэйд два года играла за любительский баскетбольный клуб «Ред Уингз», представлявший Тьюпело (Миссисипи) в соревнованиях Любительского спортивного союза (англ. Amateur Athletic Union), но завершила выступления из-за травмы колена. Долгое время преподавала физкультуру в Миссисипи в школах Мариетты, Белдена и Кливленда. За 21 год в качестве тренера школьных баскетбольных команд одержала 453 победы при 89 поражениях. В 1959 году вернулась в университет Дельты как глава отделения женского физического воспитания и в 1973—1974 году сыграла ключевую роль в возрождении в этом вузе женской баскетбольной команды, а за следующие три года одержала 93 победы при 4 поражениях, в том числе проведя серию из 51 победы подряд. В этот период, когда женский студенческий спорт не пользовался широкой финансовой поддержкой, небольшие вузы, такие как Государственный университет Дельты, часто получали возможность сформировать сильные команды на основе развитого регионального школьного спорта. Уэйд, в частности, удалось привлечь в сборную Люсию Харрис, чернокожую центровую, ставшую одной из первых звёзд американского женского вузовского баскетбола.
Успешный тренерский стиль Уэйд включал работу над мотивацией игроков и изнуряющие занятия по физической подготовке. В то же время она никогда не повышала голоса на игроков и заботилась о их благополучии. В свой первый сезон новые «Леди Стейтсмен» одержали 16 побед при 2 поражениях. После этого команда Государственного университета Дельты под руководством Уэйд трижды подряд — в 1975, 1976 и 1977 годах — выигрывала чемпионат Ассоциации межвузовского женского спорта (англ. Association for Intercollegiate Athletics for Women). В 1977 году Маргарет Уэйд была удостоена звания национального тренера года. Она продолжала тренировать «Леди Стейтсмен» до 1979 года, завершив карьеру с балансом побед и поражений 157-23. Команда в эти годы пользовалась большой популярностью в Кливленде: на половину её домашних матчей билеты распродавались полностью, и женская баскетбольная программа приносила университету Дельты больше денег, чем мужская.
По завершении тренерской работы Уэйд в 1980 году совместно с тренером мужской команды университета Дельты Мелом Ханкинсоном выпустила учебник для баскетбольных тренеров. Она продолжала работать в университете как преподаватель физкультуры до 1982 года. Умерла в феврале 1995 года в Кливленде (Миссисипи) от рака.

## Признание заслуг
Уже в 1974 году имя Маргарет Уэйд было включено в списки Зала спортивной славы Миссисипи. Она стала первой женщиной, удостоенной места в этом зале славы. В 1985 году она была избрана в Зал славы баскетбола, став также первой женщиной и первым тренером женских команд в его списках. В 1999 году её имя было включено в списки только что созданного Зала славы женского баскетбола.
Национальная награда лучшей студентке-баскетболистке года в США, учреждённая в 1978 году, носит имя Маргарет Уэйд. В 2014 году на территории Государственного университета Дельты был открыт памятник Уэйд.